# Łukasz Pawłowski
Łukasz Zygmunt Pawłowski, född den 11 juni 1983 i Toruń i Polen, är en polsk roddare.
Han tog OS-silver i lättvikts-fyra utan styrman i samband med de olympiska roddtävlingarna 2008 i Peking.